# 三角創太
三角 創太（みすみ そうた、1987年12月16日 - ）は、日本の政治家。立憲民主党所属の衆議院議員（1期）。

## 来歴
埼玉県和光市生まれ。母子家庭で育ちアルバイトをしながら学校に通い、2003年開成中学校卒業。2006年開成高等学校卒業。2010年一橋大学社会学部卒業。大学在学中手塚仁雄衆議院議員の秘書を務めた。株式会社三菱東京UFJ銀行入社後、本社IR室、信託不動産部などで勤務する。
2016年3月15日、民主党が次期衆院選埼玉13区に三角を擁立すると発表。
2017年10月の第48回衆議院議員総選挙では、民進党の合流先である希望の党が埼玉13区には河村たかし名古屋市長の元秘書の北角嘉幸を擁立し、三角は埼玉11区に擁立すると発表。そのため同党公認で埼玉11区から重複立候補したが、22日の投開票の結果、選挙区では無所属前職の小泉龍司に敗れ、比例区でも落選した。
落選後は友人の会社でアルバイトをするなどし、2019年に公認会計士試験合格。同年9月3日、旧立憲民主党埼玉13区支部長に就任。春日部市に三角公認会計士事務所を開設し、太陽有限責任監査法人でも勤務した。2021年には税理士登録し、春日部市に三角創太税理士事務所を開設。
2021年10月31日執行の第49回衆議院議員総選挙に、立憲民主党公認で埼玉13区から重複立候補。選挙区では自由民主党前職の土屋品子に敗れ、比例区でも落選。
2024年10月27日執行の第50回衆議院議員総選挙に、立憲民主党公認で埼玉16区から重複立候補。選挙区では自由民主党前職の土屋品子に敗れたが、比例区で復活当選を果たした。

## 選挙歴
| 当落 | 選挙                   | 執行日         | 年齢 | 選挙区       | 政党       | 得票数    | 得票率 | 定数 | 得票順位 /候補者数 | 政党内比例順位 /政党当選者数 |
| ---- | ---------------------- | -------------- | ---- | ------------ | ---------- | --------- | ------ | ---- | ------------------ | ---------------------------- |
| 落   | 第48回衆議院議員総選挙 | 2017年10月22日 | 29   | 埼玉県第11区 | 希望の党   | 2万7387票 | 14.39% | 1    | 3/4                | 25/4                         |
| 落   | 第49回衆議院議員総選挙 | 2021年10月31日 | 33   | 埼玉県第13区 | 立憲民主党 | 8万6923票 | 42.46% | 1    | 2/3                | 6/5                          |
| 比当 | 第50回衆議院議員総選挙 | 2024年10月27日 | 36   | 埼玉県第16区 | 立憲民主党 | 6万4244票 | 36.95% | 1    | 2/4                | 3/5                          |